# Субари, Созар
Созар Субари (груз. სოზარ სუბარი; р.4 ноября 1964, Чубери Местийского района, Грузинская ССР) — бывший народный защитник Грузии (официальное название должности омбудсмена в Грузии).
В 1987 году окончил исторический факультет Тбилисского государственного университета. Позднее работал в центре археологических исследований, директором школы, журналистом. Какое-то время провел в мужском монастыре (в Давид-Гареджи). В 2002—2004 годах работал в неправительственной организации «Институт свободы». Автор книг «Свобода исполнительности в Грузии» и «Мировые религии в Грузии». Воевал во время грузино-абхазского конфликта в 1992—1993 годах.
16 сентября 2004 года единогласно утверждён парламентом страны на пост народного защитника Грузии. Субари выступал с резкой критикой властей Грузии, обвиняя их в грубых нарушениях прав человека в стране. 22 сентября 2009 года вошёл в партию «Альянс за Грузию», кандидатам которой он будет на предстоящих выборах главы городского сакребуло.
В правительстве Иванишвили (с 2012 года) — министр по исполнению наказаний и юридической помощи.
Женат на Тамаре Кубанеишвили, трое детей.